# تیموفی بیلوردسکی
تیموفی بیلوردسکی (اوکراینی: Тимофій Білоградський؛ ۱ ژانویهٔ ۱۷۱۰ – ۱ ژانویهٔ ۱۷۸۲) آهنگساز اهل اوکراین  بود.